# Gueorgui Bitcherakhov
Gueorgui Fiodorovitch Bitcherakhov (en russe : Георгий Фёдорович Бичерахов, 1878-1920) est une figure du mouvement anti-bolchevique dans le sud de la Russie, meneur du soulèvement du Terek, frère de Lazar Bitcherakhov. C'est un cosaque du Terek ossète, orthodoxe, du village de Novoossetinskaïa, fils du sergent-major du convoi de Sa Majesté impériale Fiodor Bitcherakhov.

## Biographie
Il est diplômé de l'école réale de Saint-Pétersbourg et de l'école technique impériale de Moscou.
En 1902, il s'intéresse aux idées de la social-démocratie. En tant que menchevik, il participe à la première révolution russe. Sous son influence, le 2e régiment de Gorsko-Mozdok ne participe pas à la répression des soulèvements révolutionnaires à Vladikavkaz et, en 1906, à celle d'un soulèvement paysan dans le gouvernement de Stavropol. Il passe dans la clandestinité à Saint-Pétersbourg, puis, lorsque les gendarmes et l'Okhrana sont sur sa piste, il est part pour la région du Transbaïkalie, où il est néanmoins arrêté en 1908 et incarcéré à Vladikavkaz.
Depuis le début de la Première Guerre mondiale, il travaille comme ingénieur aéronautique sur le front sud-ouest. Fin 1916, il est envoyé par l'état-major de l'aviation du front via la Suède vers la Norvège, l'Angleterre et la France pour se familiariser avec l'organisation de l'aviation au front et placer des commandes spéciales à l'étranger. Il s'y trouve en février 1917 et bien qu'il fût un menchevik de gauche, il s'oppose à l'ordre no 1 du soviet de Petrograd.
Quittant Londres, Bitcherakhov est chargé d'accompagner en Russie le célèbre scientifique et révolutionnaire Pierre Kropotkine.
De retour en Russie et sur le front sud-ouest en juin, Bitcherakhov, menchevik convaincu, mène une lutte énergique contre les agitateurs bolcheviks sur les questions de la poursuite de la guerre, du système étatique et de la répartition des terres. En novembre 1917, il retourne à nouveau dans la région du Terek. À l'éclatement de la guerre civile et des conflits opposant les Cosaques, alliés avec les Ossètes, les Kabardes, les Balkars et les Karatchaïs, aux détachements tchétchènes-ingouches, Gueorgui Bitcherakhov accepte la proclamation du pouvoir soviétique dans l'oblast du Terek. Il est élu commissaire du département de Mozdok de l'oblast du Terek, puis président du Soviet du département de Mozdok. Au nom de l'assemblée populaire régionale, G. F. Bitcherakhov dirige une commission d'urgence chargée de régler les conflits entre les Tchétchènes aldy et la population des stanitsas Groznenskaïa, Romanovskaïa et Iermolovskaïa. Puis, lorsque les habitants du village de Kotliarevskaïa ont incendié la moitié du village de Borokovo et que deux mille Kabardes et Ingouches étaient prêts à massacrer tous les habitants de Kotliarevskaïa, G.F. Bitcherakhov parvient à sauver le village de la destruction et à réconcilier les parties belligérantes. Après la mort du bolchevik Noah Bouatchidze, qui protégeait les cosaques des pogroms, les cosaques issus des socialistes de gauche commencèrent à purger les soviets des nouveaux partisans bolcheviks venus le remplacer et soutenant les pogroms des cosaques. Le 30 juin 1918, Gueorgui Bitcherakhov lance un ultimatum : désarmer les unités de l'Armée rouge qui étaient en charge de Mozdok et rendre leurs armes. Après le rejet de l'ultimatum, les cosaques commencent à prendre d'assaut la ville. Au même moment, l'artillerie ouvre le feu sur les casernes de l'Armée rouge. Après avoir capturé la zone adjacente au cimetière ossète, les cosaques entament des combats acharnés près de la gare. Le soir, Mozdok était entre leurs mains, plus de 300 soldats de l'Armée rouge ont été tués.

### Soulèvement
Au début de l'été 1918 se développe un important soulèvement anti-bolchevique sur le Terek, rassemblant des troupes (environ 12 000 personnes), dirigées par le général-major musulman ossète Elmurza Mistulov. Le Conseil populaire ossète, qui commence à former sa propre armée et annonce la conscription de plusieurs classes, soutient les cosaques. Bien que l'armée n'ait pas été créée, la population ossète dans son ensemble a réagi avec sympathie au soulèvement, tandis que les Ingouches et les Tchétchènes ont généralement réagi négativement. Au IV Congrès des peuples ouvriers du Terek, qui s'ouvrit à Vladikavkaz le 23 juillet 1918, la faction cosaque, conciliante envers Lénine et les bolcheviks à Moscou, dirigée par G.F. Bitcherakhov, et les socialistes non bolcheviks réclamèrent la liquidation de tous les députés soviétiques anti-cosaques. Mais les représentants du gouvernement central, le commissaire extraordinaire du sud de la Russie, Grigory Ordjonikidze, et le commissaire du peuple au travail, Alexandre Chliapnikov, participant au congrès, se comportent de manière agressive, hostile aux cosaques. Le 6 août, le congrès, qui poursuit ses travaux, est perturbé par une attaque contre la ville par des détachements cosaques, auxquels se joignent de nombreux villages ossètes et même des Ossètes parmi les délégués au congrès. Mais les Ingouches viennent en aide aux bolcheviks et empêchent la prise de Vladikavkaz. Après la défaite de Vladikavkaz, le mécontentement augmente dans le camp des Cosaques. De nombreuses stanitsas tiennent des réunions, débattant de continuer la guerre contre les bolcheviks ou de rechercher la paix. Un certain nombre de villages déclarent leur neutralité ou retournent même leurs armes contre leurs frères cosaques. Parfois, sous l'influence de la propagande bolchevik, le ralliement aux bolcheviks se fait pendant les combats. Les opinions des autres peuples voisins, les Kabardes, Balkars et Karatchaïs, étaient partagées, car beaucoup d'entre eux, contrairement aux Cosaques musulmans, ne voulaient pas lutter contre les Tchétchènes et Ingouches. La figure religieuse musulmane Nazir Katkhanov, afin de réprimer le soulèvement, formé la 1re colonne d'assaut de la charia pour aider les bolcheviks. D'autre part, le prince Daoutokov-Serebriakov forme un autre détachement kabarde - pour soutenir le soulèvement des cosaques. Le 12 septembre, un congrès cosaque-paysan d'urgence a été convoqué à Mozdok, appelle à « lever les armes contre les traîtres », c'est-à-dire G. K. Ordjonikidze et les autres bolcheviks. Le Conseil cosaque-paysan ne s'est pas opposé au pouvoir soviétique et au système d'État socialiste en RSFSR. Ils demandent une assistance militaire contre Ordjonikidze au Soviet de Bakou.
Au cours de l'été-automne 1918, Bitcherakhov dirige de facto le Terek. Il a été élu président du Conseil cosaque-paysan du Terek, puis, avec la formation du gouvernement populaire provisoire de la République du Terek, en est devenu le président. Les cosaques du Terek, sous le commandement de Bitcherakhov et de Mistulov, combattent à la fois les bolcheviks du Terek et leurs alliés, et leurs ennemis, les séparatistes montagnards dirigés par Najmudin Gotsinski.
Au cours de ces batailles, le Terek était entouré de toutes parts par des unités bolcheviks, de montagnards et de soi-disant « internationalistes », dont, par exemple, le 1er détachement chinois séparé de la Tcheka, dirigé par Bao Chingshan. Des combats particulièrement violents se déroulent pour la stanitsa Groznenskaïa (aujourd'hui la ville de Grozny), que les bolcheviks ont occupé la plupart du temps, et pour le village de Borgoustanskaïa, tenu dans des batailles sanglantes par les cosaques. La population cosaque du Terek, y compris les femmes, les personnes âgées et les enfants, subit de lourdes pertes à la suite des combats et de la répression.
À la fin de l'automne 1918, le soulèvement est écrasé par les bolcheviks, Elmurza Mistulov se suicide le 7 novembre 1918 dans le village de Prokhladnaïa, qui est pris par les bolcheviks le 9 novembre.
Un détachement de 2000 cosaques sous le commandement du général Kolesnikov (arrivé en avion en novembre de Stavropol, tenu par les armées blanches) et Bitcherakhov réussi à percer à l'est, à Tchervlennaïa et plus loin à Port-Petrovsk. Un autre groupe de troupes (4000 hommes) dirigé par les colonels Kibirov, Serebriakov et Agoïev se replie dans les montagnes jusqu'à la région de Batalpachinsk, où ils rejoignent l'armée des volontaires de Dénikine.

### dernières années de vie
À Port-Petrovsk (aujourd'hui Makhatchkala), Gueorgui Bitcherakhov rejoint le détachement de son frère, Lazar Bitcherakhov. Après que les troupes du général Wrangel aient libéré le Caucase du Nord des bolcheviks à l'hiver 1918/19, l'armée du Terekest intégrée aux forces armées du sud de la Russie et les cosaques du Terek sont dirigés par l'un des participants actifs au soulèvement du Terek, l'ataman Vdovenko. Bitcherakhov est convoqué le 29 octobre 1919 au siège de Dénikine, où il est arrêté comme socialiste de gauche.
En état d'arrestation, Bitcherakhov est détenu à Rostov-sur-le-Don, lors de la retraite des Blancs (1920) il est capturé par les bolcheviks et fusillé par eux. Selon d'autres données plus fiables, il est envoyé de Rostov-sur-le-Don en exil à Odessa ou à Kiev, fin février 1920, il arrive dans la région du Terek et, avec les réfugiés fuyaient les rouges, se rendit à Bakou, où il fut identifié et fusillé par les bolcheviks.